# Летние Азиатские игры 1958
Летние Азиатские игры 1958 года (также известные как III Азиада) проходили с 24 мая по 1 июня в столице Японии городе Токио. В них приняло участие 1820 спортсменов из 16 стран и колониальных владений, которые состязались в 13 видах спорта. Приобретённый опыт проведения крупных международных спортивных состязаний позволил Токио принять Летние Олимпийские игры 1964 года.

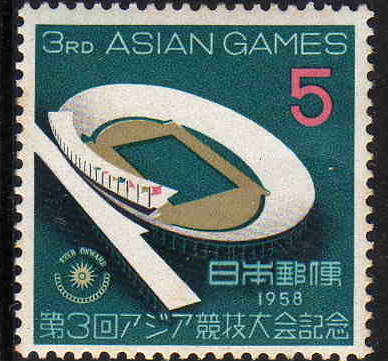
Марка Японии, посвящённая Азиатским играм 1958 года

## Церемония открытия
С III Азиады берёт начало новая традиция Азиатских игр — эстафета Огня игр (аналогичная эстафете Олимпийского огня). Она началась со стадиона Мемориального центра имени Хосе Рисаля в Маниле, где проходила II Азиада, прошла через оккупированную США Окинаву, и с префектуры Кагосима на острове Кюсю начала свой путь по Японскому архипелагу. На церемонии открытия Священный огонь был зажжён Микио Ода — первым азиатским олимпийским чемпионом (он выиграл золотую медаль в тройном прыжке на Олимпиаде-1928).

## Виды спорта
На III Азиатских играх проходили соревнования по 13 видам спорта:
- Лёгкая атлетика
- Водные виды спорта
  - Плавание
  - Прыжки в воду
- Баскетбол
- Бокс
- Велоспорт
- Футбол
- Хоккей на траве
- Стрельба
- Настольный теннис
- Теннис
- Волейбол
- Тяжёлая атлетика
- Борьба

Волейбол, теннис, настольный теннис и хоккей на траве вошли в программу Азиатских игр впервые.

## Страны-участницы
- Бирма
- Китайская Республика
- Гонконг
- Индия
- Индонезия
- Иран
- Израиль
- Япония
- Малайская Федерация
- Пакистан
- Филиппины
- Сингапур
- Республика Корея
- Цейлон
- Таиланд
- Южный Вьетнам

## Итоги Игр
| Место | Страна               | Золото | Серебро | Бронза | Всего |
| ----- | -------------------- | ------ | ------- | ------ | ----- |
| 1     | Япония               | 67     | 42      | 30     | 139   |
| 2     | Филиппины            | 9      | 19      | 21     | 49    |
| 3     | Республика Корея     | 8      | 7       | 12     | 27    |
| 4     | Иран                 | 7      | 14      | 11     | 32    |
| 5     | Китайская Республика | 6      | 11      | 17     | 34    |
| 6     | Пакистан             | 6      | 11      | 9      | 26    |
| 7     | Индия                | 5      | 4       | 4      | 13    |
| 8     | Южный Вьетнам        | 2      | 0       | 3      | 5     |
| 9     | Бирма                | 1      | 2       | 1      | 4     |
| 10    | Сингапур             | 1      | 1       | 2      | 4     |
| 11    | Цейлон               | 1      | 0       | 1      | 2     |
| 12    | Таиланд              | 0      | 1       | 3      | 4     |
| 13    | Гонконг              | 0      | 1       | 1      | 2     |
| 14    | Индонезия            | 0      | 0       | 6      | 6     |
| 15    | Малайская Федерация  | 0      | 0       | 3      | 3     |
| 16    | Израиль              | 0      | 0       | 2      | 2     |